# Loma de la Villa
Loma de la Villa är en ort i Mexiko.   Den ligger i kommunen Tierra Blanca och delstaten Veracruz, i den sydöstra delen av landet, 290 km öster om huvudstaden Mexico City. Loma de la Villa ligger 134 meter över havet och antalet invånare är 249.
Terrängen runt Loma de la Villa är platt åt nordost, men åt sydväst är den kuperad. Terrängen runt Loma de la Villa sluttar österut. Runt Loma de la Villa är det ganska tätbefolkat, med 75 invånare per kvadratkilometer. Närmaste större samhälle är Cosolapa, 13,4 km väster om Loma de la Villa. Omgivningarna runt Loma de la Villa är en mosaik av jordbruksmark och naturlig växtlighet.